# Ото фон Рантцау
Ото фон Рантцау (на немски: Otto von Rantzau; * ок. 1450; † 6 януари 1510/1511) е благородник от Рантцау в Южен Шлезвиг-Холщайн, господар на Бюлк в Дания и Брайтенбург, амтман на Фленсбург (1489), Ридер (1487), Готорп (1508) и херцогски съветник. Той живее в Дания.
Той е син на Хайнрих/Хенрик Рантцау († 1487), амтман на Готорп (1465 – 68), и съпругата му Катарина Погвиш (* 1415), дъщеря на Бенедикт Фолфзен фон Погвиш († 1432) и Ида Хенингсдатер Кьонигсмарк (* ок. 1380). Брат му Ханс Рантцау († сл. 1522) е господар на Нойхауз, Рантцау и Шмоел.
Фамилията Рантцау е от 1414 г. собственик на Бюлк. Ото Рантцау е от 1486 г. собственик на Бюлк и построява нов дворец или къща на мястото на стария дворец. Дворецът е съборен през 1796 г. Ото Рантцау получава гробница в църквата „Св. Николай“ в Кил, която обаче е унищожена от британска бомба през 1945 г.
Родът Рантцау принадлежи към най-богатите и влиятелни фамилии на Шлезвиг-Холщайн, през 16 и 17 век е собственик на ок. 70 имоти в страната.

## Фамилия
Ото фон Рантцау се жени за Анна Марквардсдатер фон Брайде († 1551), дъщеря на Марквард Бриде-Клауздорф († 1506) и Катарина фон Алефелдт († 1557).
Те имат шест деца:
- Друде фон Рантцау, омъжена за граф Бенедикт фон Алефелдт-Лемкулен (1445 – 1500, убит в битка в Хемингщед), син на Йохан IV фон Алефелдт († 1463) и Анна фон Вилтберг
- Агата Рантцау (* в Нойендорф; † сл. 1564 в Маслев), омъжена за Ханс Погвиш (* ок. 1500, Фарве; † ок. 1560, Маслев)
- Анна фон Рантцау (* в Боргхорст), омъжена за Хайнрих фон Погвиш (* ок. 1460, Фарве; † сл. 1525)
- Барбара Отесдатер Рантцау († сл. 1588), омъжена пр. 1527 г. за Шак Дитлевзен Рантцау (* ок. 1505; † 1557, Любек), господар на Хелмсторф, херцогски съветник, син на Дитлев Рантцау († 1523) и внук на Кай фон Рантцау († 1486)
- Хенрик Рантцау (* 1509, Бюлк; † 1560), господар на Бюлк, амтман на Хадерслев (Тьорнинг), женен	1549 г. за Магдалена Йохансдатер Ревентлов († 20 ноември 1583); имат два сина
- Маргрета Отосдатер Рантцау (* в Бюлк; † 1550), омъжена за Ивен фон Ревентлов (* пр. 1495; † ок. 25 октомври 1569), рицар, кралски датски съветник, маршал и херцогски щатхалтер

- Дворецът Бюлк пр. 1616
- Дворецът Брайтенбург (1590)
- Дворец Брайтенбург